# Hugo Peña
Hugo Antonio Peña Segura (San José Pinula; 6 de mayo de 1936-Ciudad de Guatemala; 13 de julio de 2007) fue un futbolista guatemalteco que jugaba como delantero.

## Trayectoria
Era apodado tin tan y surgió como jugador del Municipal en 1958. En la Liga Nacional 1959-60 fue el máximo goleador con 32 goles en 28 partidos, dejando un récord de 1.14 tantos por partido.
A mediados de 1964 volvió a Municipal, pero fue por poco tiempo ya que al siguiente año se fue al FAS de la Primera División de El Salvador.
Luego, estuvo en la Universidad de San Carlos, donde fue bicampeón goleador, tras liderar en las ligas 1965-66 y 1966. Posteriormente se fue a otra universidad, siendo la de El Salvador.
Después, jugó con el Aurora a principios y mediados de 1967, pero retornó a Comunicaciones y logró ganar la liga en las campañas 1968-69 y 1970-71. En 1970 se marchó al Tipografía Nacional, donde se retiró.

## Selección nacional
Fue convocado con la selección de Guatemala a los Juegos Olímpicos de 1968, donde quedó en la octava posición tras alcanzar los cuartos de final, siendo eliminado por la que sería campeona, Hungría. Jugó cincuenta y siete partidos con Guatemala, anotando diecisiete goles, pero veinticuatro juegos y diez goles fueron con la selección absoluta.

### Participaciones en Juegos Olímpicos
| Torneo                   | Sede   | Resultado        |
| ------------------------ | ------ | ---------------- |
| Juegos Olímpicos de 1968 | México | Cuartos de final |

### Partidos y goles internacionales
| \| N.º \| Fecha \| Ciudad \| Local \| Res. \| Visitante \| Competición \| Goles \| \| --- \| ------------------------ \| ------------------- \| ----------- \| ---- \| --------------------- \| ------------------------------------------------- \| ----------------- \| \| 1 \| 21 de agosto de 1960 \| San José \| Costa Rica \| 3:2 \| Guatemala \| Clasificación para la Copa Mundial de 1962 \| - \| \| 2 \| 28 de agosto de 1960 \| Ciudad de Guatemala \| Guatemala \| 4:4 \| Costa Rica \| Clasificación para la Copa Mundial de 1962 \| - \| \| 3 \| 25 de septiembre de 1960 \| Tegucigalpa \| Honduras \| 1:1 \| Guatemala \| Clasificación para la Copa Mundial de 1962 \| - \| \| 4 \| 6 de marzo de 1961 \| San José \| Guatemala \| 2:0 \| Panamá \| Copa CCCF 1961 \| Anotado \| \| 5 \| 9 de marzo de 1961 \| San José \| Haití \| 3:1 \| Guatemala \| Copa CCCF 1961 \| - \| \| 6 \| 12 de marzo de 1961 \| San José \| Guatemala \| 2:0 \| Cuba \| Copa CCCF 1961 \| Anotado \| \| 7 \| 14 de marzo de 1961 \| San José \| Costa Rica \| 4:2 \| Guatemala \| Copa CCCF 1961 \| - \| \| 8 \| 23 de mazo de 1963 \| San Salvador \| Panamá \| 2:2 \| Guatemala \| Campeonato Concacaf de 1963 \| - \| \| 9 \| 27 de mazo de 1963 \| San Salvador \| Guatemala \| 3:1 \| Nicaragua \| Campeonato Concacaf de 1963 \| - \| \| 10 \| 29 de mazo de 1963 \| San Salvador \| Honduras \| 2:1 \| Guatemala \| Campeonato Concacaf de 1963 \| - \| \| 11 \| 31 de mazo de 1963 \| San Salvador \| El Salvador \| 1:1 \| Guatemala \| Campeonato Concacaf de 1963 \| Anotado \| \| 12 \| 28 de mazo de 1965 \| Ciudad de Guatemala \| Guatemala \| 3:0 \| Haití \| Campeonato Concacaf de 1965 \| Anotado \| \| 13 \| 1 de abril de 1965 \| Ciudad de Guatemala \| Guatemala \| 0:0 \| Costa Rica \| Campeonato Concacaf de 1965 \| - \| \| 14 \| 4 de abril de 1965 \| Ciudad de Guatemala \| Guatemala \| 4:1 \| El Salvador \| Campeonato Concacaf de 1965 \| - \| \| 15 \| 6 de abril de 1965 \| Ciudad de Guatemala \| Guatemala \| 3:2 \| Antillas Neerlandesas \| Campeonato Concacaf de 1965 \| Anotado · Anotado \| \| 16 \| 11 de abril de 1965 \| Ciudad de Guatemala \| Guatemala \| 1:2 \| México \| Campeonato Concacaf de 1965 \| - \| \| 17 \| 12 de febrero de 1967 \| Ciudad de Guatemala \| Guatemala \| 3:1 \| Panamá \| Clasificación para el Campeonato Concacaf de 1967 \| - \| \| 18 \| 14 de febrero de 1967 \| Ciudad de Guatemala \| Guatemala \| 3:1 \| Nicaragua \| Clasificación para el Campeonato Concacaf de 1967 \| Anotado · Anotado \| \| 19 \| 5 de marzo de 1967 \| Tegucigalpa \| Guatemala \| 2:1 \| Haití \| Campeonato Concacaf de 1967 \| Anotado \| \| 20 \| 10 de marzo de 1967 \| Tegucigalpa \| Guatemala \| 1:0 \| México \| Campeonato Concacaf de 1967 \| - \| \| 21 \| 12 de marzo de 1967 \| Tegucigalpa \| Honduras \| 0:0 \| Guatemala \| Campeonato Concacaf de 1967 \| - \| \| 22 \| 19 de marzo de 1967 \| Tegucigalpa \| Guatemala \| 2:0 \| Nicaragua \| Campeonato Concacaf de 1967 \| Anotado \| \| 23 \| 17 de noviembre de 1968 \| Ciudad de Guatemala \| Guatemala \| 4:0 \| Trinidad y Tobago \| Clasificación para la Copa Mundial de 1970 \| - \| \| 24 \| 23 de febrero de 1969 \| Ciudad de Guatemala \| Guatemala \| 1:1 \| Haití \| Clasificación para la Copa Mundial de 1970 \| \| |                          |                     |             |      |                       |                                                   |                   |
| N.º | Fecha                    | Ciudad              | Local       | Res. | Visitante             | Competición                                       | Goles             |
| 1 | 21 de agosto de 1960     | San José            | Costa Rica  | 3:2  | Guatemala             | Clasificación para la Copa Mundial de 1962        | -                 |
| 2 | 28 de agosto de 1960     | Ciudad de Guatemala | Guatemala   | 4:4  | Costa Rica            | Clasificación para la Copa Mundial de 1962        | -                 |
| 3 | 25 de septiembre de 1960 | Tegucigalpa         | Honduras    | 1:1  | Guatemala             | Clasificación para la Copa Mundial de 1962        | -                 |
| 4 | 6 de marzo de 1961       | San José            | Guatemala   | 2:0  | Panamá                | Copa CCCF 1961                                    | Anotado           |
| 5 | 9 de marzo de 1961       | San José            | Haití       | 3:1  | Guatemala             | Copa CCCF 1961                                    | -                 |
| 6 | 12 de marzo de 1961      | San José            | Guatemala   | 2:0  | Cuba                  | Copa CCCF 1961                                    | Anotado           |
| 7 | 14 de marzo de 1961      | San José            | Costa Rica  | 4:2  | Guatemala             | Copa CCCF 1961                                    | -                 |
| 8 | 23 de mazo de 1963       | San Salvador        | Panamá      | 2:2  | Guatemala             | Campeonato Concacaf de 1963                       | -                 |
| 9 | 27 de mazo de 1963       | San Salvador        | Guatemala   | 3:1  | Nicaragua             | Campeonato Concacaf de 1963                       | -                 |
| 10 | 29 de mazo de 1963       | San Salvador        | Honduras    | 2:1  | Guatemala             | Campeonato Concacaf de 1963                       | -                 |
| 11 | 31 de mazo de 1963       | San Salvador        | El Salvador | 1:1  | Guatemala             | Campeonato Concacaf de 1963                       | Anotado           |
| 12 | 28 de mazo de 1965       | Ciudad de Guatemala | Guatemala   | 3:0  | Haití                 | Campeonato Concacaf de 1965                       | Anotado           |
| 13 | 1 de abril de 1965       | Ciudad de Guatemala | Guatemala   | 0:0  | Costa Rica            | Campeonato Concacaf de 1965                       | -                 |
| 14 | 4 de abril de 1965       | Ciudad de Guatemala | Guatemala   | 4:1  | El Salvador           | Campeonato Concacaf de 1965                       | -                 |
| 15 | 6 de abril de 1965       | Ciudad de Guatemala | Guatemala   | 3:2  | Antillas Neerlandesas | Campeonato Concacaf de 1965                       | Anotado · Anotado |
| 16 | 11 de abril de 1965      | Ciudad de Guatemala | Guatemala   | 1:2  | México                | Campeonato Concacaf de 1965                       | -                 |
| 17 | 12 de febrero de 1967    | Ciudad de Guatemala | Guatemala   | 3:1  | Panamá                | Clasificación para el Campeonato Concacaf de 1967 | -                 |
| 18 | 14 de febrero de 1967    | Ciudad de Guatemala | Guatemala   | 3:1  | Nicaragua             | Clasificación para el Campeonato Concacaf de 1967 | Anotado · Anotado |
| 19 | 5 de marzo de 1967       | Tegucigalpa         | Guatemala   | 2:1  | Haití                 | Campeonato Concacaf de 1967                       | Anotado           |
| 20 | 10 de marzo de 1967      | Tegucigalpa         | Guatemala   | 1:0  | México                | Campeonato Concacaf de 1967                       | -                 |
| 21 | 12 de marzo de 1967      | Tegucigalpa         | Honduras    | 0:0  | Guatemala             | Campeonato Concacaf de 1967                       | -                 |
| 22 | 19 de marzo de 1967      | Tegucigalpa         | Guatemala   | 2:0  | Nicaragua             | Campeonato Concacaf de 1967                       | Anotado           |
| 23 | 17 de noviembre de 1968  | Ciudad de Guatemala | Guatemala   | 4:0  | Trinidad y Tobago     | Clasificación para la Copa Mundial de 1970        | -                 |
| 24 | 23 de febrero de 1969    | Ciudad de Guatemala | Guatemala   | 1:1  | Haití                 | Clasificación para la Copa Mundial de 1970        |                   |

## Clubes
| Club                       | País        | Año       |
| -------------------------- | ----------- | --------- |
| Municipal                  | Guatemala   | 1958-1961 |
| Comunicaciones             | Guatemala   | 1961-1964 |
| Municipal                  | Guatemala   | 1964      |
| FAS                        | El Salvador | 1965      |
| Universidad de San Carlos  | Guatemala   | 1965-1966 |
| Universidad de El Salvador | El Salvador | 1966      |
| Aurora                     | Guatemala   | 1967      |
| Comunicaciones             | Guatemala   | 1967-1970 |
| Tipografía Nacional        | Guatemala   | 1970-1971 |

## Palmarés

### Títulos nacionales
| Título                    | Equipo         | País      | Año     |
| ------------------------- | -------------- | --------- | ------- |
| Copa Nacional             | Municipal      | Guatemala | 1960    |
| Copa Campeón de Campeones | Comunicaciones | Guatemala | 1961    |
| Liga Nacional             | Comunicaciones | Guatemala | 1968-69 |
| Copa Nacional             | Comunicaciones | Guatemala | 1970    |
| Liga Nacional             | Comunicaciones | Guatemala | 1970-71 |

### Títulos internacionales
| Título                                | Equipo    | Sede     | Año  |
| ------------------------------------- | --------- | -------- | ---- |
| Campeonato de Naciones de la Concacaf | Guatemala | Honduras | 1967 |

### Distinciones individuales
| Distinción                                       | Año     |
| ------------------------------------------------ | ------- |
| Máximo goleador de la Liga Nacional de Guatemala | 1959-60 |
| Máximo goleador de la Liga Nacional de Guatemala | 1965-66 |
| Máximo goleador de la Liga Nacional de Guatemala | 1966    |